# Tutor (opvoedkunde)
In de opvoedkunde wordt de term tutor (uit het Latijn, voogd) gebruikt om een vorm van voogdij, extra zorg, in onderwijssituaties aan te duiden. Het komt erop neer dat de tutor een deel van de verantwoordelijkheden van de leraar/opvoeder overneemt:
- In veel internaten worden de jonge nieuwkomers toevertrouwd aan een ouderejaars-tutor om hen wegwijs te maken in het internaatsleven.
- Bij binnenklasdifferentiatie kunnen snelvorderende leerlingen ook een tutor-rol krijgen, bijvoorbeeld bij het niveaulezen. De leerling neemt dan even de rol van leerkracht over om medeleerlingen extra lees-oefening te geven.
- In het okan-onderwijs wordt veelvuldig gebruikgemaakt van tutors. Wegens de verscheiden herkomst van de leerlingen krijgt diegene uit een bepaalde taalgroep die het verst gevorderd is in de kennis van het Nederlands doorgaans de rol van tutor. Hij krijgt dan de andere leerlingen van zijn taalgroep onder zijn hoede. Zo zorgt hij zo nodig voor vertalingen bij de instructies en taken, maar ook voor de praktische gang van zaken wordt hij aanspreekpunt van de zwakkere, of later ingestroomde leerlingen.
- Bij het probleemgestuurd onderwijs in het hoger onderwijs vindt kennisoverdracht grotendeels plaats in kleinschalige werkgroepen van twaalf tot vijftien studenten onder begeleiding van een tutor.[1]